# Limnodriloides thrushi
Limnodriloides thrushi är en ringmaskart som beskrevs av Erséus 1989. Limnodriloides thrushi ingår i släktet Limnodriloides och familjen glattmaskar.
Artens utbredningsområde är havet kring Nya Zeeland. Inga underarter finns listade i Catalogue of Life.